# فيل روزنتال
فيل روزنتال (بالإنجليزية: Phil Rosenthal)‏ هو صحفي أمريكي، ولد في 14 يوليو 1963 في شيكاغو في الولايات المتحدة.